# Dzielnica Europejska w Brukseli
Dzielnica Europejska – nieoficjalna nazwa części Brukseli, gdzie zlokalizowana jest większość instytucji Unii Europejskiej.

## Opis
Teren ten odpowiada trójkątowi między Parkiem Brukselskim, Parkiem Cinquantenaire i Parkiem Leopolda. Siedziby Komisji Europejskiej i Rady Europejskiej znajdują się w samym sercu tego obszaru, w pobliżu stacji Schuman przy rondzie Schuman na Rue de la Loi. Parlament Europejski znajduje się nad stacją Bruksela-Luksemburg, obok Placu Luksemburga.

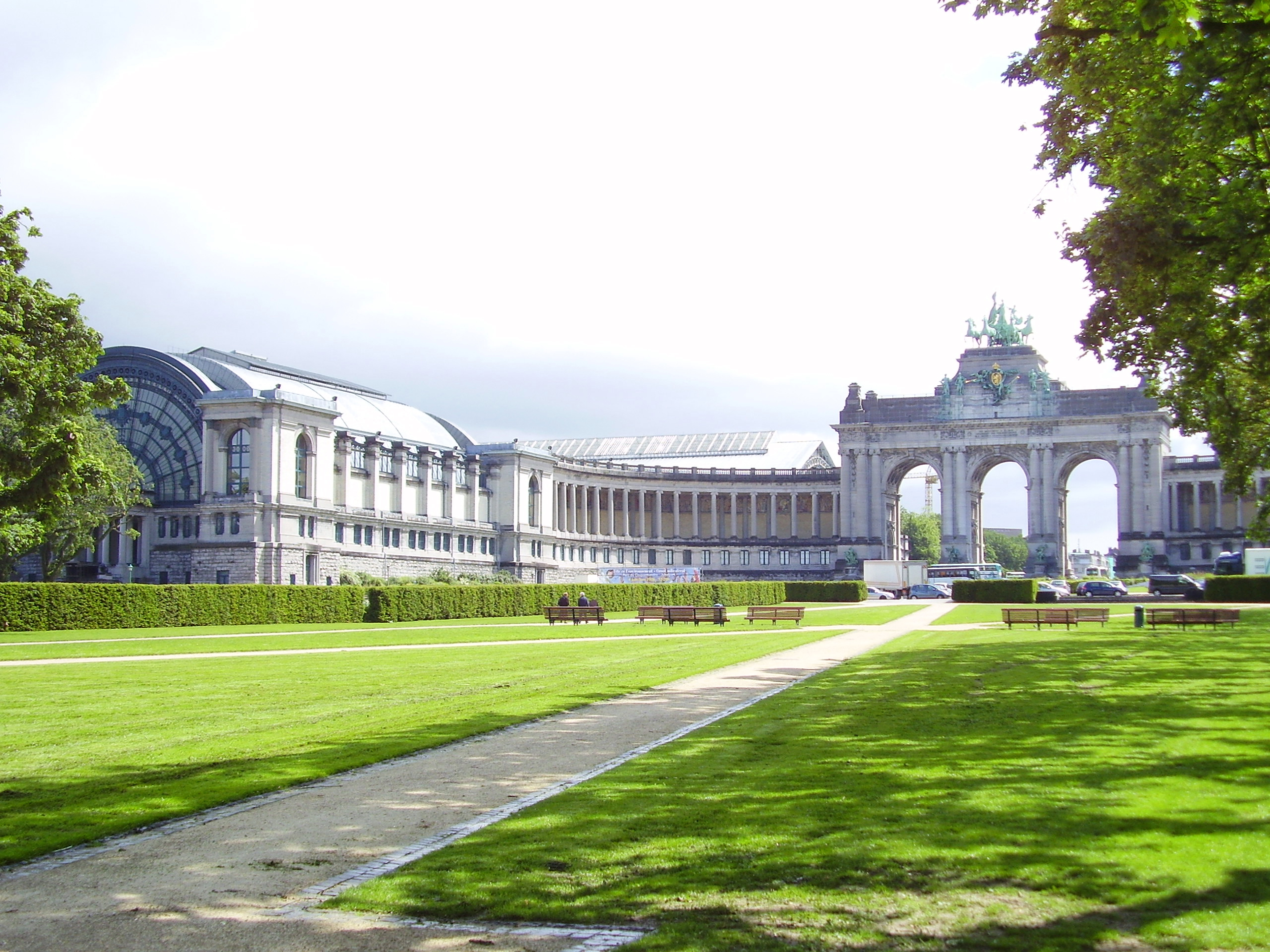
Cinquantenaire

Ta część miasta, której większość obejmuje dawną dzielnicę Leopolda, początkowo miała charakter mieszkaniowy, ale szybko zmienił się on w miarę tworzenia siedzib instytucji unijnych. Chociaż zmiana dzielnicy mieszkaniowej w siedzibę licznych instytucji trwała już wcześniej. Historyczne i mieszkalne budynki, choć wciąż obecne, zostały w dużym stopniu zastąpione nowoczesnymi biurami. Budynki te zostały zbudowane nie zgodnie z planem lub inicjatywą rządu, ale według spekulacyjnego budownictwa biurowego w sektorze prywatnym, bez którego większość budynków instytucji unijnych nie powstałaby. Jednak w związku z próbami umocnienia pozycji w Brukseli, w dzielnicy rząd rozpoczął inwestycje w infrastrukturę. Władze starają się podkreślić, że poprzedni, chaotyczny rozwój zakończył się wprowadzeniem planowych konkursów architektonicznych oraz planem głównym. 
Architekt Benoit Moritz twierdził, że obszar ten jest elitarną enklawą otoczoną przez biedniejsze dzielnice od połowy XIX wieku, a kontrast dziś jest porównywalny do miasta indyjskiego. Dodał jednak, że po ostatnich dekadach miasto poczyniło postępy, przynosząc więcej firm i rezydencji, a instytucje są bardziej otwarte na "interakcję" z miastem.
Wykorzystanie terenu w dzielnicy jest bardzo jednorodne i krytykowane przez niektórych, na przykład byłego przewodniczącego Komisji Romano Prodiego, który uważał to miejsce za getto administracyjne izolowane od reszty miasta (choć ten pogląd nie jest wspólny dla wszystkich). Podnoszona jest też kwestia braku symboliki, a niektórzy, tak jak Rem Koolhaas uważają, że Bruksela potrzebuje symbolu architektonicznego do reprezentowania Europy (zbliżonego do Wieży Eiffla lub Koloseum). Inni nie uważają tego za zgodne z ideą UE np. Umberto Eco uważał, że Bruksela to "miękki kapitał", a nie "imperialne miasto" imperium, więc powinna odzwierciedlać pozycję UE jako "serwera" Europy. Pomimo tego, plany przebudowy mają na celu zajęcie się pewnym poziomem tożsamości wizualnej w tym kwartale.

## Plan Dzielnicy Europejskiej
Komisja
     Parlament
     Rada
     Inne
     Zielona przestrzeń
     Deptak

## Budynki Unii Europejskiej
- Berlaymont (Komisja Europejska)
- Charlemagne (Komisja Europejska)
- Europa (Rada Europejska i Rada Unii Europejskiej)
- Justus Lipsius (Rada Europejska i Rada Unii Europejskiej)
- Espace Léopold (Parlament Europejski)
- Triangle (Europejska Służba Działań Zewnętrznych)
- Delors (Europejski Komitet Ekonomiczno-Społeczny)

## Galeria

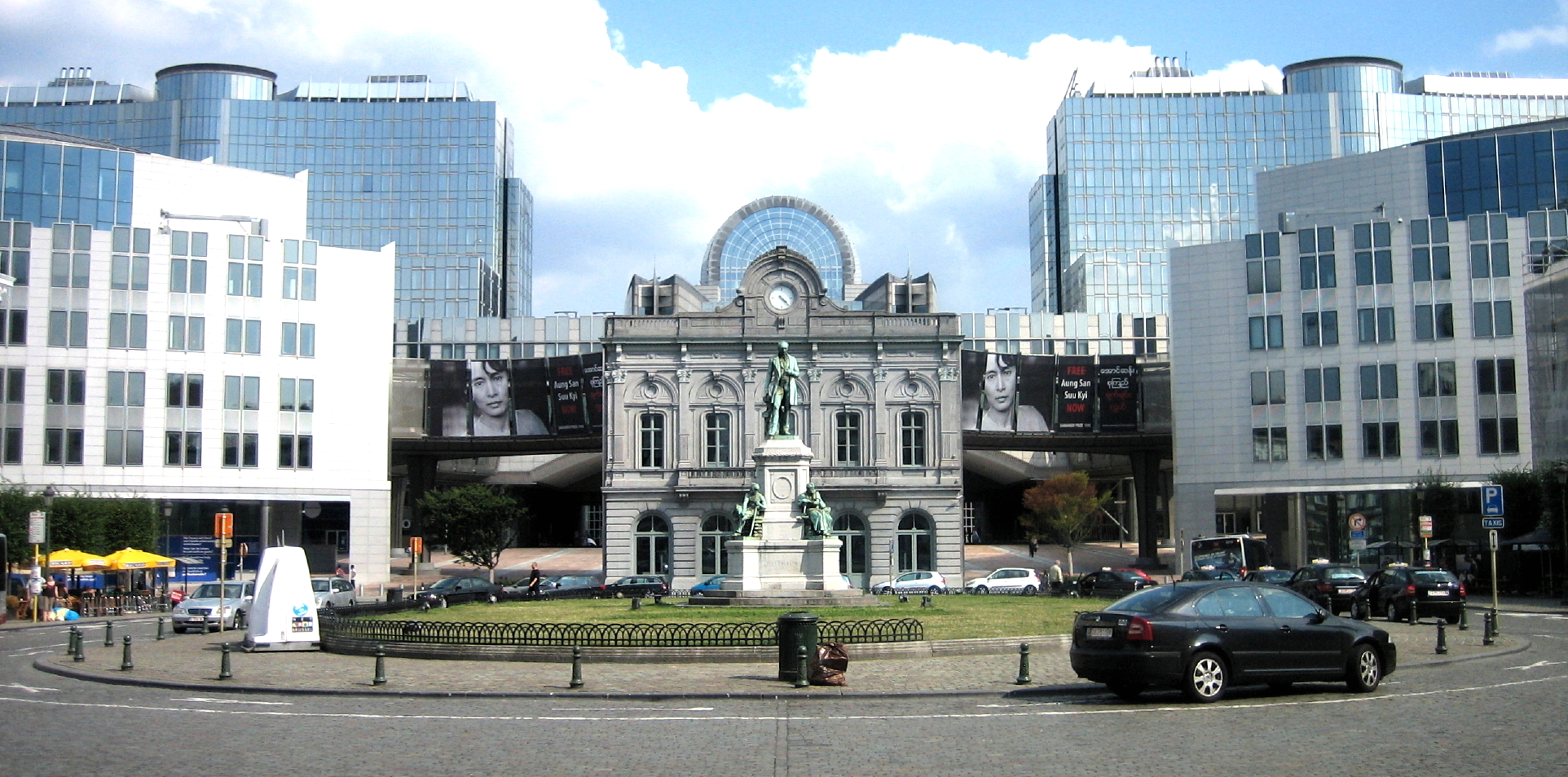
Plac Luksemburga
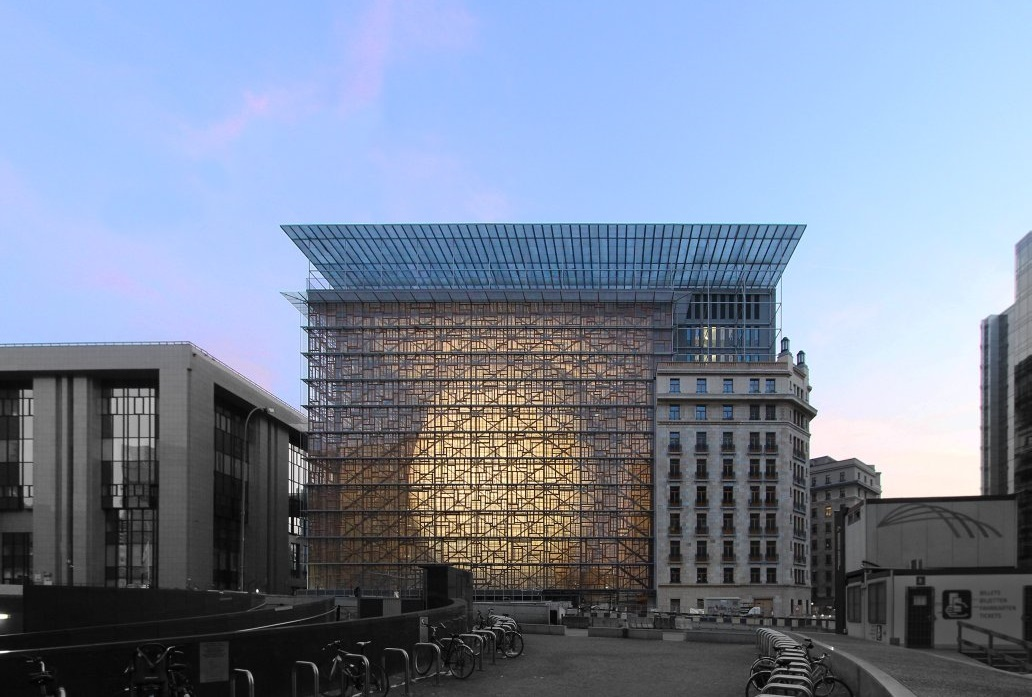
Europa
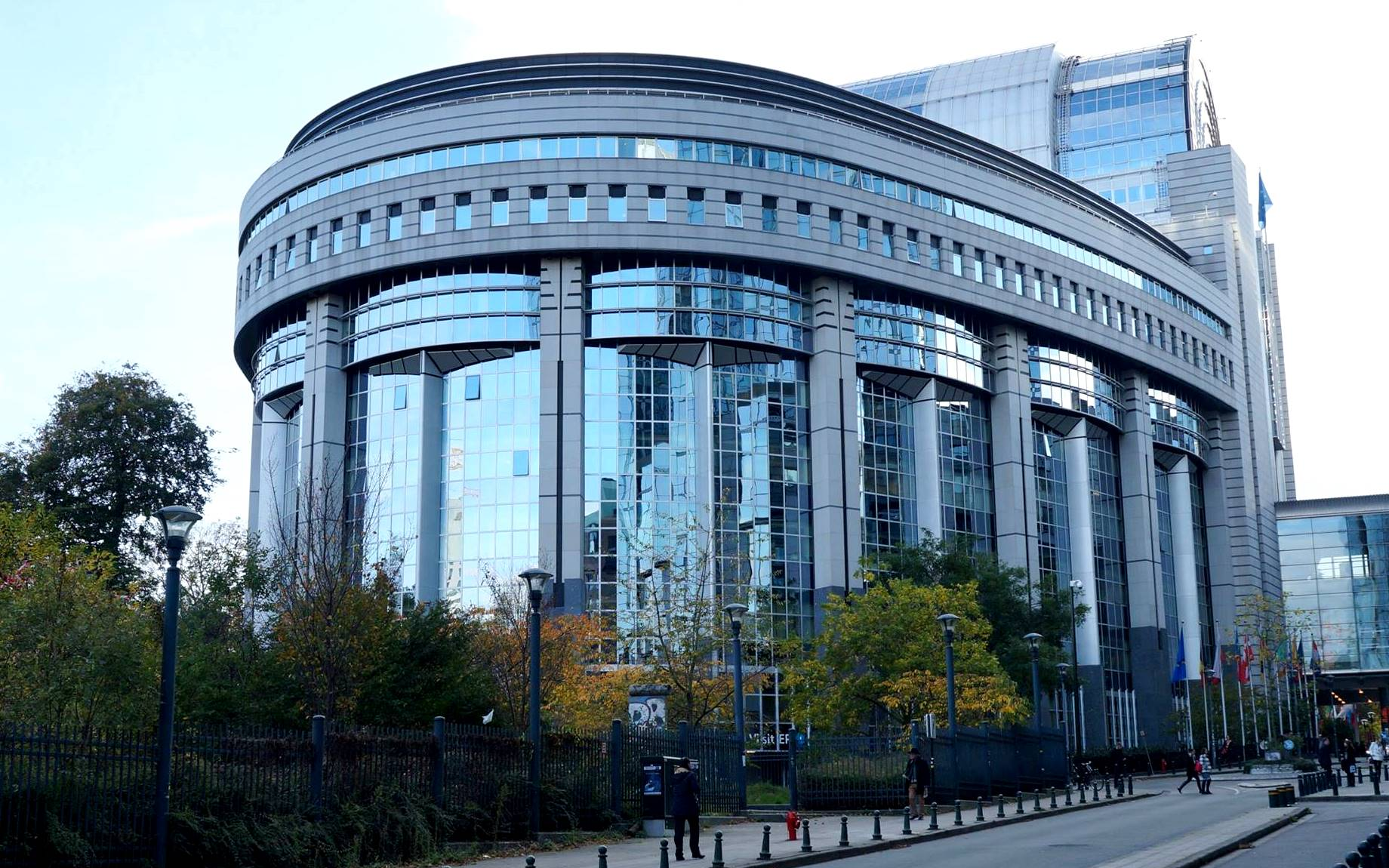
Parlament Europejski
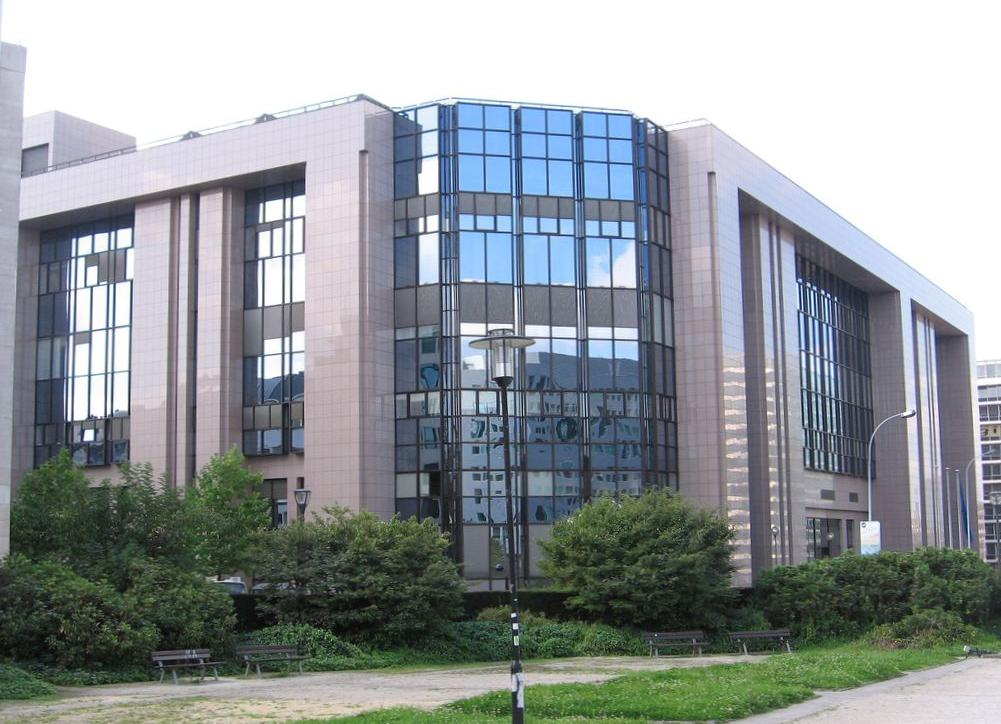
Justus Lipsius
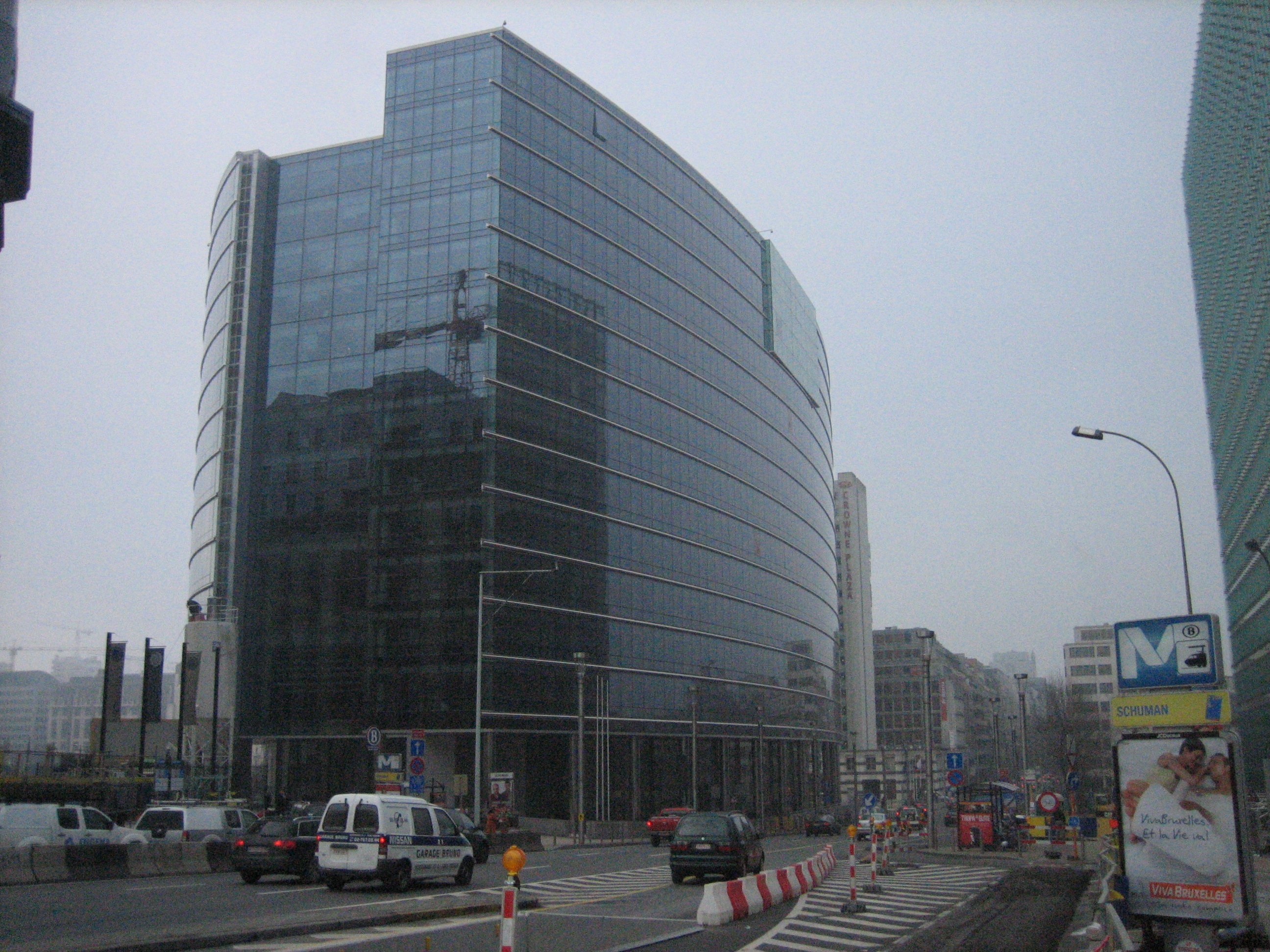
Lex
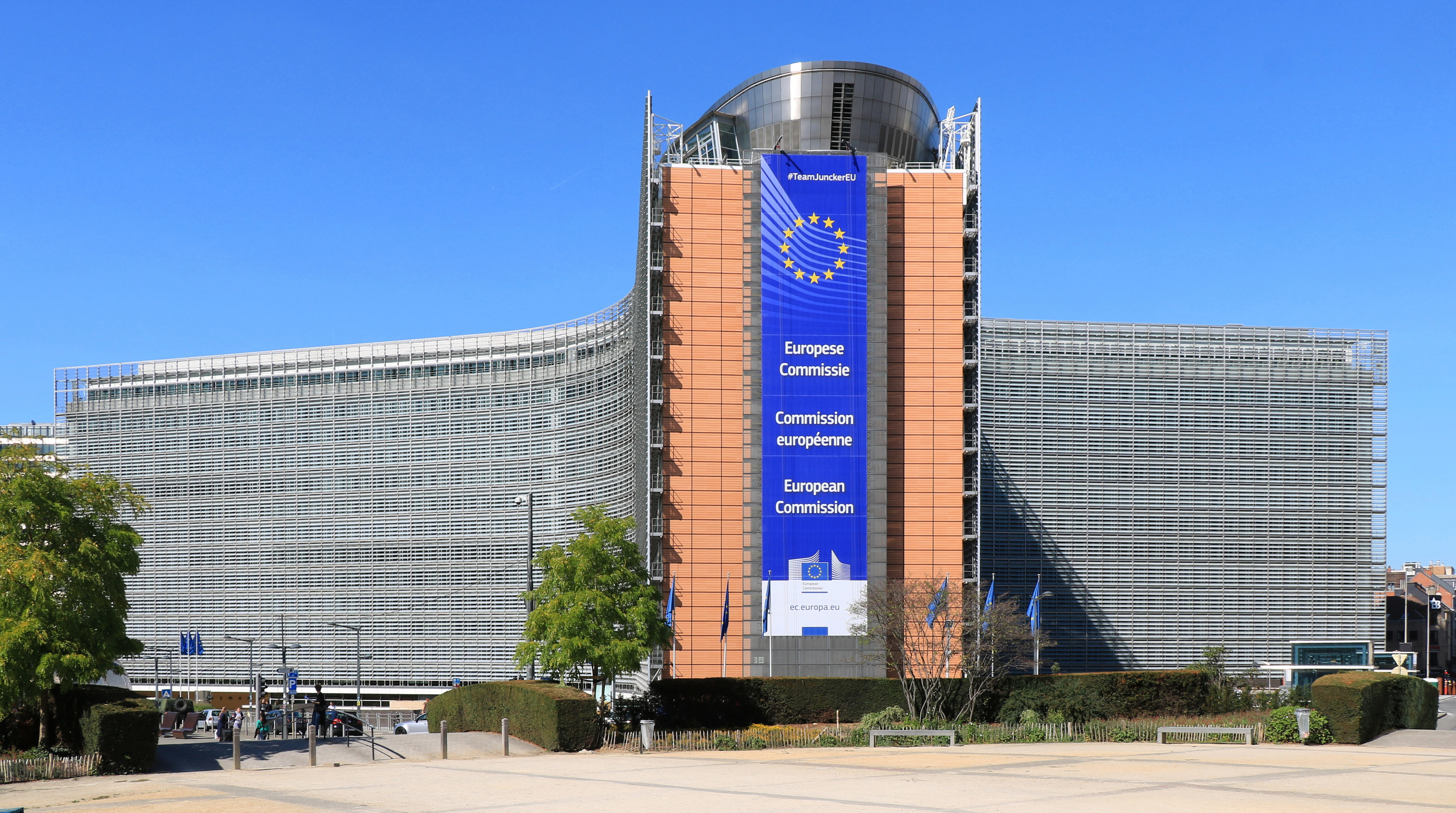
Berlaymont
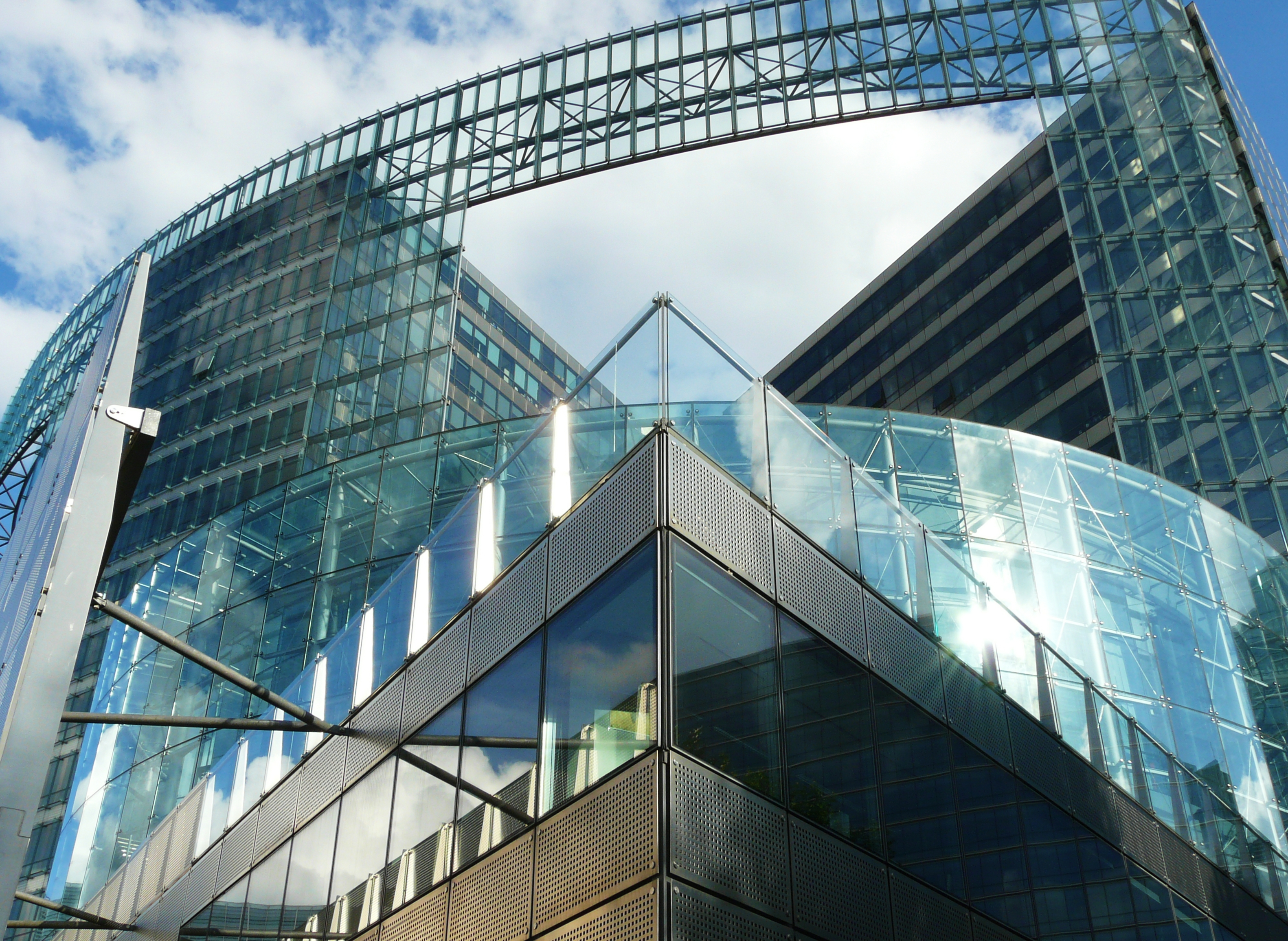
Charlemagne
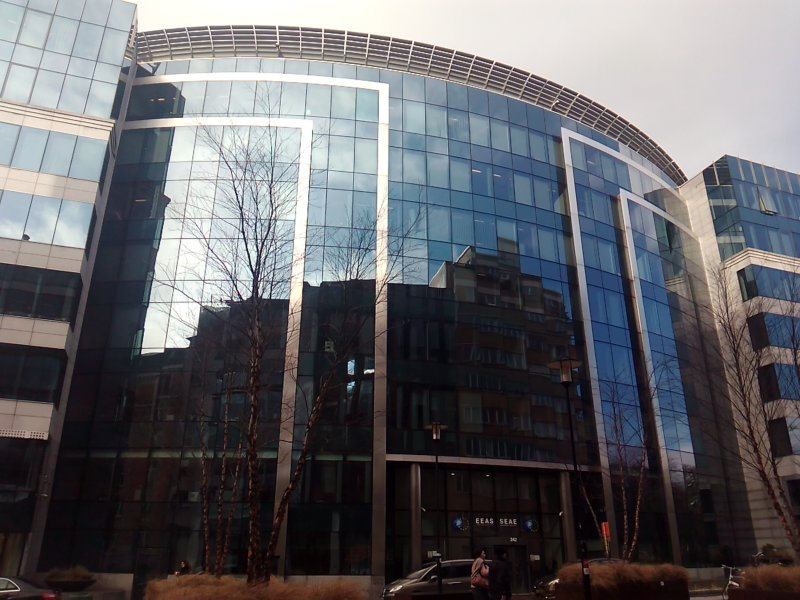
Triangle
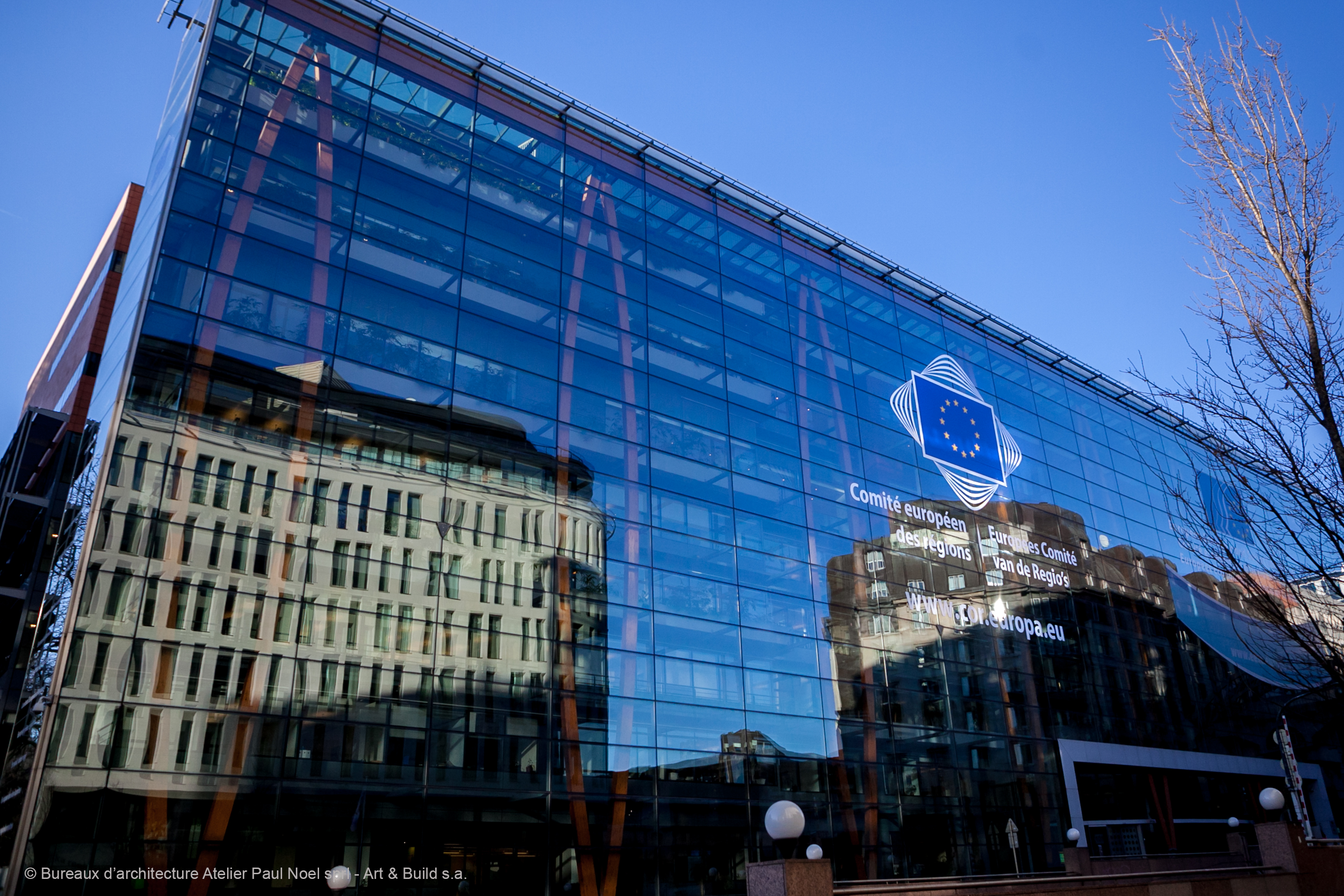
Delors